# سفارة بنغلاديش في واشنطن العاصمة
سفارة بنغلاديش في واشنطن العاصمة هي البعثة الدبلوماسية لجمهورية بنغلاديش الشعبية لدى الولايات المتحدة . يقع في 3510 الطريق الدولي ، شمال غرب ، واشنطن العاصمة ، في حي كليفلاند بارك .  تدير السفارة أيضًا القنصليات العامة في مدينة نيويورك  ولوس أنجلوس . 
السفير محمد ضياء الدين . 

## التاريخ
كانت أول سفارة مؤقتة لبنغلاديش في واشنطن العاصمة تقع في شارع كونيتيكت . 
في مارس 1973 ، اشترت بنغلاديش مبنى في 1732 ماساتشوستس أفنيو ، بقصد تأسيسه كأول سفارة رسمية لها في واشنطن العاصمة  عارض بعض السكان المحليين وجود سفارة في الموقع.  أرسلت بنغلاديش طلبًا لتحويل المنزل إلى مبنى للقرارات ، وقرر مجلس مقاطعة كولومبيا لاستئناف تقسيم المناطق رفض الطلب.  لم توافق سفارة بنغلاديش على رفض طلبها ، قائلة إن المبنى يقع في منطقة مخصصة للسكن.  باعت بنغلاديش المبنى لجمهورية تشيلي ، التي أسست سفارتها في المبنى بنجاح.  
انتهى الأمر بنجاح في إنشاء سفارة بنغلاديش في واشنطن العاصمة في 2201 شارع ويسكونسن في شمال غرب الولايات المتحدة.  
في عام 2000 ، انتقلت سفارة بنغلاديش إلى 3510 الطريق الدولي NW. تم تصميم المبنى من قبل المهندس المعماري إدوارد جارسيا من شركة سميث جروب أرثتيكت . 

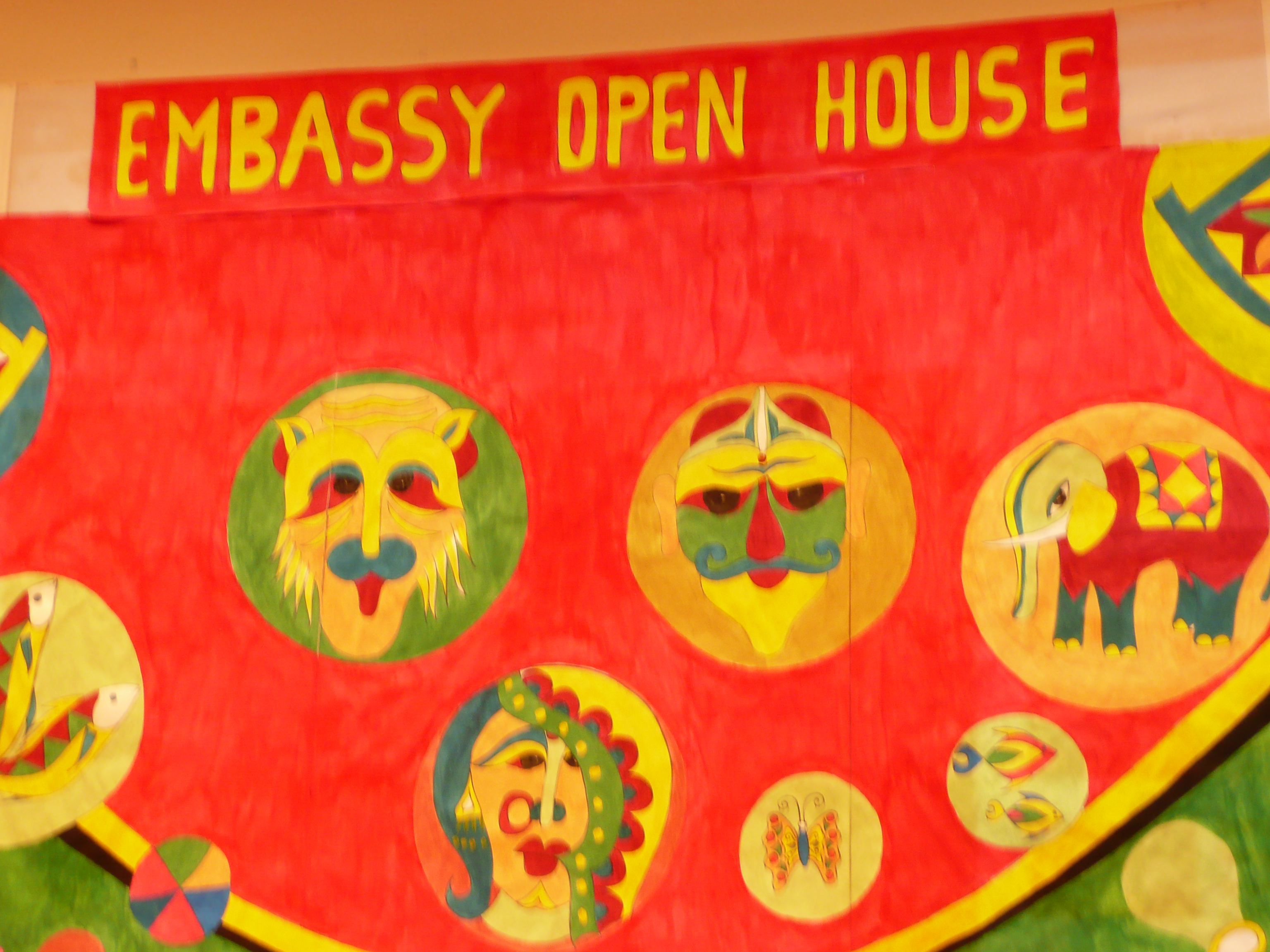
راية من عام 2011 السفارة المفتوحة في سفارة بنغلاديش

## روابط خارجية
- الموقع الرسمي
- ويكيمابيا